# Campeonato Europeo de Biatlón de 2002
El IX Campeonato Europeo de Biatlón se celebró en la localidad de Kontiolahti (Finlandia) entre el 6 y el 10 de marzo de 2002 bajo la organización de la Unión Internacional de Biatlón (IBU).

## Resultados

### Masculino
| Evento                      | Oro                                                                                        | Plata                                                                                        | Bronce                                                                        |
| --------------------------- | ------------------------------------------------------------------------------------------ | -------------------------------------------------------------------------------------------- | ----------------------------------------------------------------------------- |
| 10 km velocidad (06.03)     | Oļegs Maļuhins Letonia 27:24,5                                                             | Carsten Heymann · Alemania · 27:34,7                                                         | Tomasz Sikora · Polonia · 27:45,5                                             |
| 20 km individual (09.03)    | Andri Deryzemlia · Ucrania · 56:55,5                                                       | Tomasz Sikora · Polonia · 58:20,1                                                            | Wojciech Kozub · Polonia · 59:39,7                                            |
| 12,5 km persecución (07.03) | Oļegs Maļuhins Letonia 36:36,4                                                             | Carsten Heymann · Alemania · 36:58,0                                                         | Ilmārs Bricis Letonia 37:26,5                                                 |
| Relevos 4 × 7,5 km (10.03)  | Alemania · Daniel Graf · Carsten Heymann · Andreas Stitzl · Andreas Birnbacher · 1:26:55,1 | Ucrania · Ruslan Lysenko · Olexandr Bilanenko · Roman Pryma · Viacheslav Derkach · 1:27:07,1 | Letonia Oļegs Maļuhins Gundars Upenieks Ilmārs Bricis Jēkabs Nākums 1:27:11,3 |

### Femenino
| Evento                     | Oro                                                                                   | Plata                                                                                  | Bronce                                                                                    |
| -------------------------- | ------------------------------------------------------------------------------------- | -------------------------------------------------------------------------------------- | ----------------------------------------------------------------------------------------- |
| 7,5 km velocidad (06.03)   | Irina Malguina · Rusia · 24:22,3                                                      | Radka Popova Bulgaria 25:13,3                                                          | Liv-Kjersti Eikeland · Noruega · 25:33,1                                                  |
| 15 km individual (09.03)   | Radka Popova Bulgaria 48:58,2                                                         | Irina Malguina · Rusia · 50:33,6                                                       | Irena Česneková · República Checa · 52:00,4                                               |
| 10 km persecución (07.03)  | Irina Malguina · Rusia · 33:30,0                                                      | Radka Popova Bulgaria 35:59,9                                                          | Olga Romasko · Rusia · 36:15,6                                                            |
| Relevos 4 × 7,5 km (10.03) | Alemania · Ina Menzel · Janet Klein · Simone Denkinger · Sabrina Buchholz · 1:42:02,5 | Rusia · Irina Malguina · Yuliya Makarova · Liliya Yefremova · Olga Romasko · 1:42:22,8 | Ucrania · Iryna Merkushina · Nina Lemesh · Oxana Jvostenko · Oxana Yakovlieva · 1:42:35,3 |

## Medallero
| Núm. | País            | Oro | Plata | Bronce | Total |
| ---- | --------------- | --- | ----- | ------ | ----- |
| 1    | Rusia           | 2   | 2     | 1      | 5     |
| 2    | Alemania        | 2   | 2     | 0      | 4     |
| 3    | Letonia         | 2   | 0     | 2      | 4     |
| 4    | Bulgaria        | 1   | 2     | 0      | 3     |
| 5    | Ucrania         | 1   | 1     | 1      | 3     |
| 6    | Polonia         | 0   | 1     | 2      | 3     |
| 7    | Noruega         | 0   | 0     | 1      | 1     |
| 7    | República Checa | 0   | 0     | 1      | 1     |
|      | TOTAL           | 8   | 8     | 8      | 24    |